# Tetouan
Tetouan este un oraș în Maroc.

## Patrimoniu mondial UNESCO
Cartierul istoric al orașului (medina) face parte din patrimoniul mondial UNESCO.